# Post coitum
Post coitum este un film din 2004 regizat de Juraj Jakubisko.

## Distribuție
- Franco Nero - Bakchus
- Eva Elsnerová - Sabrina
- Jiří Langmajer - Zikmund
- Richard Krajčo - Adam
- Mahulena Bočanová - Messalina
- Mira Nosek - Jaroušek
- Lucie Vondráčková - Kristýna
- Sandra Pogodová - Kleopatra
- Beata Greneche - Viola
- Ondřej Pavelka

## Legături externe
- Post coitum la Internet Movie Database